# Коричневый змееголов
Коричневый змееголов (лат. Channa micropeltes) — крупная пресноводная рыба из семейства змееголовых.

## Описание
Тело цилиндрическое удлиненное. Голова крупная, слегка сплющенная сверху. Голова и тело покрыты чешуей. Рот большой, челюсти снабжены острыми зубами. Грудные, брюшные и хвостовой плавики округлой формы. Спинной и анальный плавники длинные. Крупная рыба. Отдельные экземпляры достигают более метра в длину с массой более 20 кг.
Своё название змееголов краснополосый за особенность окраски молодых особей. У малька вдоль тела тянется широкая красная полоса, окаймленная двумя тёмными продольными линиями. С возрастом окраска рыбы темнеет, красная полоса становится тёмной, коричневой или почти чёрной. Брюхо, горло и брюшные плавники светлые. На спине часто бывают видны более светлые пятна и линии. Окраска изменчивая, зависит от среды обитания.
Хищная рыба, питается беспозвоночными, земноводными и рыбой. На добычу нападает из засады. Любит держаться в зарослях водорослей или возле коряг. Легко переносит недостачу кислорода в водоёме.

## Ареал
Естественный ареал: Вьетнам, Индонезия, Лаос, Таиланд, Малайзия, Индия. Коричневый змееголов как инвазивный вид обнаружен в водоёмах Северной Америки. Вероятно, выпущенные на свободу аквариумистами рыбы смогли прижиться и освоить новую территорию.

## Хозяйственное значение
Используется в пищу в местах вылова. Является объектом любительской и спортивной рыбалки.

## Содержание в аквариуме
Несмотря на внушительные размеры, коричневый змееголов является распространённым у опытных аквариумистов видом. Для него необходим большой аквариум (от 300 л.). Рыба питается только животной пищей. Рекомендуемая температура воды 22 — 26°С (для нереста 27 — 28°С). Необходимо предоставить возможность рыбе дышать атмосферным воздухом и в то же время уберечь от выпрыгивания из аквариума.